# Aragona
Aragona là một đô thị ở tỉnh Agrigento, trên hòn đảo Sicilia của Italia. Trong tiếng Sicilia tên này là Araguna hay Raona. Aragona nổi tiếng với mỏ lưu huỳnh.

## Các đô thị giáp ranh
- Campofranco
- Casteltermini
- Comitini
- Favara
- Grotte
- Joppolo Giancaxio
- Sant'Angelo Muxaro
- Santa Elisabetta

## Lịch sử dân số
| Năm                  | Dân số | Mật độ  |
| -------------------- | ------ | ------- |
| 1861                 | 8.011  | -       |
| 1871                 | 8.716  | -       |
| 1881                 | 9.674  | -       |
| 1901                 | 11.895 | -       |
| 1911                 | 13.329 | -       |
| 1921                 | 11.352 | -       |
| 1931                 | 11.709 | -       |
| 1936                 | 14.354 | -       |
| 1951                 | 12.689 | -       |
| 1961                 | 12.909 | -       |
| 1971                 | 12.016 | -       |
| 1981                 | 10.271 | -       |
| 1991                 | 10.416 | -       |
| 2001                 | 10.065 | -       |
| 31 tháng 12 năm 2004 | 10.092 | 322/km² |